# Gasteropelecus
Gasteropelecus es un género de peces de la familia Gasteropelecidae. Fue descrito por Giovanni Antonio Scopoli en 1777.

## Especies
- Gasteropelecus levis (C. H. Eigenmann, 1909)
- Gasteropelecus maculatus Steindachner, 1879
- Gasteropelecus sternicla (Linnaeus, 1758)